# Mniszek (Słowacja)
Mniszek, Mniszek nad Popradem (słow. Mníšek nad Popradom) – wieś (obec) na Słowacji, w północnej części Gór Lubowelskich (Ľubovnianska vrchovina), w powiecie Stara Lubowla, w kraju preszowskim.

## Położenie
Miejscowość położona jest w górzystym terenie na lewym brzegu Popradu, przy ujściu potoku Hranična (do 1949 roku nosił nazwę Granastov) do granicznego tutaj z Polską Popradu. W większości zalesiony teren Mniszka nad Popradem pocięty jest dolinami kilku potoków i wznoszą się nad nim takie szczyty, jak: Petríkov vrch (932 m), Solowka (Soľovka, 828 m) i Nad Skalnou (819 m). Długość granicy z Polską na terenie wsi wynosi 17 km.
Przysiółki Mniszka to (do 1960 roku odrębne wsie): Pilchów (Pilhov), Pilchowczyk (Pilchovcik) położone są w części zachodniej, w pobliżu grzbietu granicznego (granica państwowa kieruje się tu grzbietem ku Eliaszówce) i nadpopradzkie Kacze (Kače), Międzybrodzie (Miedzibrodie) i obecnie opustoszała Krendzelówka (Krendžeľovka).

## Historia
Pierwsze wzmianki o osadnictwie w tej okolicy pochodzą z 1293 roku. Miała tu wtedy istnieć niewielka osada, zamieszkiwana przez zakon pustelniczy. Wykarczowali oni puszczę i uprawiali ziemię, aż w pierwszej ćwierci wieku XIV (1323) lokowana została na prawie wołoskim przyklasztorna osada pod nazwą Heremitoris (Heremita). Klasztor istniał do XVIII wieku. W latach 1412–1769 miejscowość znajdowała się w granicach administrowanego przez Polskę starostwa spiskiego.
Nazwa Mniszek pojawia się dopiero w 1786 roku. Od 1899 roku nosiła węgierską nazwę Popradremete. Natomiast od 1920 roku używana jest nazwa Mniszek nad Popradem.
W XIX wieku była to wieś na samej granicy Królestwa Węgier i Galicji. W latach 1856-1867 działał tu hamer (huta żelaza), do którego rudę dowożono z Jakuban, potem huta szkła (do 1875 roku) i tartak. Władysław L. Anczyc, podróżując doliną Popradu w latach 60. zanotował: Wieś to węgierska, zamożna, z wielkim piecem do wytapiania rudy żelaznej, i z kościołem z wysoką wieżą. Ach przepraszam: wieża jest, ale kościoła pół tylko, bo drugą połowę zabrała powódź w r. 1813. Odtąd nie pomyślano aby go odbudować, ale za to austerya jest bardzo porządna.
Jesienią 1918 roku Mniszek zajęło na krótko wojsko polskie.
W latach 1971–2007 znajdowało się tu polsko-słowackie drogowe przejście graniczne.
1 października 2015 został udostępniony most graniczny Piwniczna – Mniszek.

## Herb
Herb wsi składa się z pięciu elementów, symbolizujących tworzące ją przysiółki i ich historię:
- niebieska tarcza herbowa – symbol rzeki Poprad
- drzewo – symbolizuje zakonne początki osadnictwa w tej okolicy – było symbolem zakonu benedyktynów,atrybut św. Bonifacego,patrona Kacze.
- włócznia – atrybut św. Jerzego – patrona Plichowa
- złoty krzyż – symbolizuje Mniszek (nawiązanie do wezwania miejscowego kościoła), symbol chrześcijaństwa
- dwie gwiazdy – są symbolami tych części wsi, które nie miały swoich własnych pieczęci.

Herb przyjęty został w 1993 roku.

## Zabytki
Główną atrakcją turystyczną Mniszka nad Popradem (nie licząc malowniczej okolicy) jest kościół pod wezwaniem Podwyższenia Krzyża Świętego, wzniesiony pod koniec XVIII wieku. Po znacznym uszkodzeniu podczas powodzi w 1813 r. odbudowany dopiero ok. 1900 r. Jest to murowana, neoromańska budowla z elementami klasycystycznymi, z wieżą na osi, krytą wysokim dachem. Wnętrze w formie trójnawowej pseudobazyliki z poligonalnie zamkniętym prezbiterium.
Wewnątrz kościoła znajdują się dwa cenne obrazy olejne: „Matka Boska Różańcowa” z 1883 roku autorstwa Jozefa Hanuli (w lewym bocznym ołtarzu) i „Podwyższenie Krzyża Św.” z 1869 roku, autorstwa wiedeńskiego malarza F. Staudingera (w prawym bocznym ołtarzu). Ściany i sklepienie kościoła zdobią rzeźby w drewnie, pokryte polichromią.

## Kultura
W Pilchowie i w Kačym jest używana gwara spiska, zaliczana przez polskich językoznawców jako gwara dialektu małopolskiego języka polskiego, przez słowackich zaś jako gwara przejściowa polsko-słowacka.

## Turystyka
– zielony: Mniszek nad Popradem – przełęcz pod Wysokim Gruniem – Ośli Wierch. Jest to tzw. szlak polskich kurierów, którym podczas II wojny światowej przechodzili granicę. 3.30 h, ↓ 3.10 h